# 南大武山

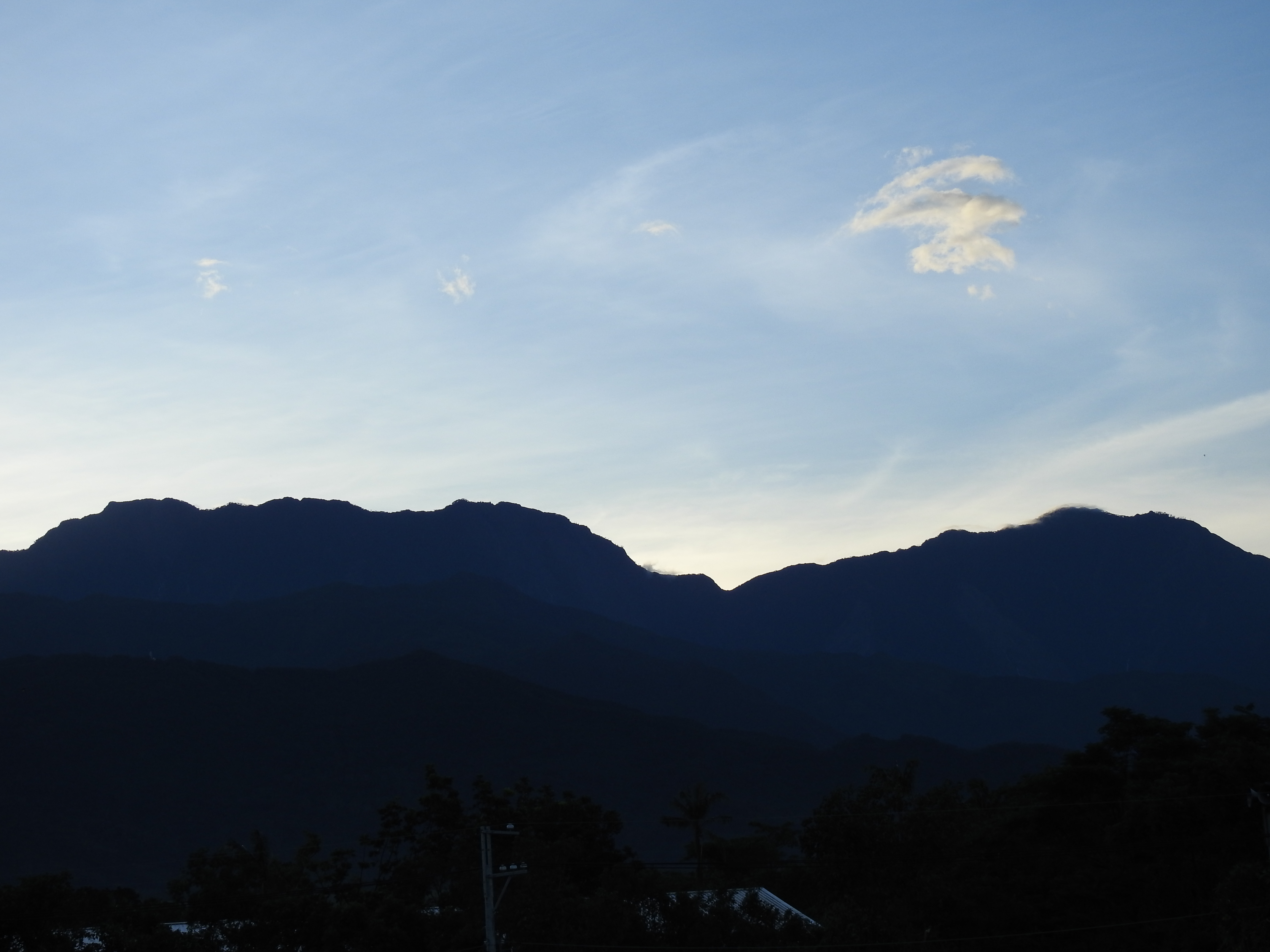
北大武山(左)與南大武山(右)

南大武山（或簡稱 ，又稱 ，意為「像斗笠一樣（的山）」），位於臺灣屏東縣泰武鄉泰武村、佳興村與臺東縣金峰鄉歷坵村之交界。標高2,841公尺，處於中央山脈南南段的山峰南大武山與北大武山同視為「大武山」，而南大武山在排灣語裡稱作「Miljingang」或「Tjakaraus」，「Tjakaraus」是山神之意，因排灣族視其為神域，「Miljingang」意指古典、古老的。日治時期，曾測得標高9,343日尺（2,829公尺）
。在屏東縣境內，南大武山為僅次於北大武山的第二高峰，二山彼此對峙互望，同屬於大武地壘的地形上。全境皆在大武山自然保留區範圍內。